# Foundation-Eisstrom
Der Foundation-Eisstrom oder Foundation  Ice Stream ist ein großer, rund 240 Kilometer langer Eisstrom, der in den Pensacola Mountains nordwärts entlang der Westflanke der Patuxent Range und der Neptune Range zum südlichsten Teil des Filchner-Ronne-Schelfeises fließt, das er westlich des Dufek-Massivs erreicht. Noch weiter im Westen angrenzend verläuft der Möllereisstrom.
Geodätisch vermessen wurde das Gebiet durch den United States Geological Survey und mithilfe von Luftaufnahmen der United States Air Force aus den Jahren 1956 bis 1966. Das Advisory Committee on Antarctic Names benannte ihn nach der National Science Foundation, einer Stiftung, die eine führende Rolle bei der Unterstützung des United States Antarctic Program spielte.